# Censo populacional de 1953 na Bósnia e Herzegovina
O Censo Populacional da Bósnia e Herzegovina de 1953 foi o segundo censo populacional da Jugoslávia. O censo ocorreu em 31 de março de 1953. A organização administrativa da Bósnia e Herzegovina permaneceu identica ao primeiro censo, exceto pela abolição do distrito de Odžak e sua unificação com o distrito de Modriča. A opção para se identificar como etnicamente mulçumano ou etnicamente bosníaco não estava presente.

## Resultados
- População: 2.847.459[1]
- Densidade populacional: 55,6 por km² [1]

## Visão geral
| Nacionalidade                                                                | Número    | Porcentagem | Mudança      | Mudança porcentual |
| ---------------------------------------------------------------------------- | --------- | ----------- | ------------ | ------------------ |
| Sérvios                                                                      | 1.264.372 | 44,40%      | 128.256      | 0,11%              |
| Jugoslavos não declarados etnicamente (principalmente muçulmanos jugoslavos) | 891.800   | 31,32%      | desconhecido | desconhecido       |
| Croatas                                                                      | 654.229   | 22,97%      | 40.106       | 0,97%              |
| Outros                                                                       | 39.398    | 1,34%       | 12.763       | 0,30%              |